# Ellamaa (Kehtna)
Ellamaa – wieś w Estonii, prowincji Rapla, w gminie Kehtna.